# Teri Ann Linn
Pour les articles homonymes, voir Linn.
Teri Ann Linn est une actrice américaine.

## Biographie
Elle a étudié en même temps et dans le même collège que Barack Obama au 'Punahou School' à Honolulu. Elle devient Miss Hawaii et Miss USA en 1981. Elle a été mariée avec Richard Hume de 1889 à 1991 et avec Will Anderson de 2001 à 2011.

## Filmographie
- 1984 : Mike Hammer
- 1984 : Capitaine Furillo
- 1986 : L'Homme qui tombe à pic
- 1987 - 1994 : Amour, Gloire et Beauté
- 1991 : Dallas
- 1991 : Monsters
- 1992 : Les Dessous de Palm Beach